# Kattungal Manilal
Kattungal Subramaniam Manilal (Cochin, 17 de septiembre de 1938 - Kerala, 1 de enero de 2025) fue un botánico, profesor y taxólogo indio.

## Biografía
Estudió en la Universidad de Bangor. Escribió media docena de libros y muchos artículos, fue un biólogo especializado en plantas. Contrajo matrimonio con Jyotsna.
Si bien el alcance de las contribuciones de Manilal a la botánica se extiende mucho más, se destacan las investigaciones y las publicaciones en torno a Hortus Malabaricus.
Fue miembro de la Real Sociedad y le fue otorgado el Premio Padma Shri en 2020.
En 2012 recibió la Condecoración de Oficial de la Orden de Orange Nassau otorgada por Beatriz de los Países Bajos.

### Libro
- 1980, Botánica e Historia del Hortus Malabaricus